# ロックン・ロール魂
「ロックン・ロール魂」はエルヴィス・プレスリーのアルバム、及び楽曲。

## 解説
収録曲は1973年7月21日から25日にメンフィスのスタックス・スタジオと、1973年9月22日～24日にパームスプリングスにあるエルヴィスの別邸で録音された。
スタックス・スタジオは設備的には基本的なリズム・セクションの演奏を録音した後で、
様々な装飾楽器やコーラス、ヴォーカルなどをオーバーダビングするというやり方に適したスタジオだったが、
エルヴィスは基本的に全てのミュージシャンやコーラスと一緒にスタジオに入りいっせいに録音するスタイルを好んでいたため、
スタックスの設備ではコンパクトすぎ、コーラスを始めミュージシャンのうち何人かはヘッドフォンをすることもできず自分が正しい演奏をしているかモニターできないままレコーディングが進んだという。
また、パーカー大佐がRCAに楽曲の版権を売却し、エルヴィスの楽曲を管理していたヒル・レインジを畳んだ後に新たに契約した音楽出版社もエルヴィスに適した楽曲を集めることができなかったのも障害になった。
24日にジェームズ・バートン、ロニー・タット、レジー・ヤング、トミー・コグビルが別のスケジュールでスタジオを離れたため、
代わりとしてブッカー・T&ザ・MG'sのドナルド・ダック・ダンとアル・ジャクソン、彼らとセッションをよく行っていたボビー・マニュアル、
「オールウェイズ・オン・マイ・マインド」などのソングライターとしても知られるジョニー・クリストファーの4名が来たがセッションは難航し、
このメンバーで完成させられた曲は「僕の恋人」のみだった。
1973年7月のセッションで9曲が仕上がり、バッキングトラックのみの曲が4曲録音されたが、この内「優しいアンジェリーヌ」のヴォーカルを73年9月22日に録音したのみで、
エルヴィスは残りの「Good Bad But Beautiful」「Color My Rainbow」「The Wonders You Perform」には手をつけなかった。
「君のまごころ」と「君のいない寂しさ」は9月22日から24日にパームスプリングスのエルヴィスの別邸で録音された。
1973年7月25日にバッキングトラックだけ録音されていた「優しいアンジェリーヌ」のエルヴィスのヴォーカルの録音もこの時に行われた。
「僕の恋人」「優しいアンジェリーヌ」は1973年9月28日にRCAオーケストラのオーバーダブが行われた。
タイトルトラックである「ロックン・ロール魂」の歌詞の中にはロックンロールのヒット曲「Honky Tonk」「Hound Dog」「Johnny B. Goode」「Chain Gang」「Love Is Strange」「Knock On Wood」が登場する。
シングルは全米41位を記録。1975年にジョニー・ウィンターがカヴァーしている。
この2つセッションで録音された曲でこのアルバムに未収録の「君に夢中さ」と「涙で祈る幸せ」は次のアルバム「グッド・タイムズ」に収録。1973年9月28日にRCAオーケストラのオーバーダブが行われている。
未完成だった「イッツ・ディファレント・ナウ(It's Different Now)」が1995年の「ウォーク・ア・マイル・イン・マイ・シューズ ジ・エッセンシャル70’Sマスターズ」で発表された。

## 収録曲

### A面
| Track | 録音日  | 邦題               | 曲名                      | 作曲者                | 時間 |
| ----- | ------- | ------------------ | ------------------------- | --------------------- | ---- |
| 1.    | 73/7/23 | ロックン・ロール魂 | Raised on Rock            | Mark James            | 2:41 |
| 2.    | 73/9/23 | 君のまごころ       | Are You Sincere           | Wayne Walker          | 2:01 |
| 3.    | 73/7/23 | 何が起こるか       | Find Out What's Happening | Jerry Crutchfield     | 2:32 |
| 4.    | 73/9/23 | 君のいない寂しさ   | I Miss You                | Donnie Sumner         | 2:15 |
| 5.    | 73/7/24 | 僕の恋人           | Girl of Mine              | Les Reed, Barry Mason | 3:39 |

### B面
| Track | 録音日  | 邦題                         | 曲名                   | 作曲者                                                  | 時間 |
| ----- | ------- | ---------------------------- | ---------------------- | ------------------------------------------------------- | ---- |
| 1.    | 73/7/23 | 想い出の絆                   | For Ol' Times Sake     | Tony Joe White                                          | 3:38 |
| 2.    | 73/7/21 | 帰らぬあなた                 | If You Don't Come Back | Jerry Leiber, Mike Stoller                              | 2:32 |
| 3.    | 73/7/28 | ジャスト・ア・リトル・ビット | Just a Little Bit      | Ralph Bass, Fats Washington, John Thornton, Piney Brown | 2:33 |
| 4.    | 73/9/22 | 優しいアンジェリーン         | Sweet Angeline         | Eddy Arnold, Geoff Morrow                               | 3:02 |
| 5.    | 73/7/21 | 麦畑の彼方                   | Three Corn Patches     | Jerry Leiber, Mike Stoller                              | 2:47 |

## 参加ミュージシャン

### 1973年7月21日 - 23日
- エルヴィス・プレスリー (Elvis Presley) - ヴォーカル
- ジェームズ・バートン (James Burton) - ギター
- レジー・ヤング (Reggie Young) - ギター
- チャーリー・ホッジ (Charlie Hodge) - アコースティックギター
- トミー・コグビル (Tommy Cogbill) - ベース
- ジェリー・キャリガン (Jerry Carrigan) - ドラムス
- ロニー・タット (Ronnie Tutt) - ドラムス
- アル・ジャクソン (Al Jackson) - ドラムス
- ボビー・ウッド (Bobby Wood) - ピアノ
- ボビー・エモンズ (Bobby Emmons) - オルガン
- JDサムナー&スタンプスカルテット (J. D. Sumner & The Stamps) - コーラス
- キャシー・ウェストモートランド (Kathy Westmoreland) - コーラス
- メリーー・グリーン (Mary Greene) - コーラス
- メリー・ホラディ (Mary Holladay) - コーラス
- ジンジャー・ホラディ (Ginger Holladay) - コーラス

### 1973年7月24 - 25日
- エルヴィス・プレスリー (Elvis Presley) - ヴォーカル
- ボビー・マニュエル (Bobby Manual) - ギター
- ジョニー・クリストファー (Johnny Christopher) - アコースティックギター
- チャーリー・ホッジ (Charlie Hodge) - アコースティックギター
- ドナルド・ダック・ダン (Donald "Duck" Dunn)  - ベース
- アル・ジャクソン (Al Jackson) - ドラムス
- ジェリー・キャリガン (Jerry Carrigan) - ドラムス
- ボビー・ウッド (Bobby Wood) - ピアノ
- ボビー・エモンズ (Bobby Emmons) - オルガン
- JDサムナー&スタンプスカルテット (J. D. Sumner & The Stamps) - コーラス
- キャシー・ウェストモートランド (Kathy Westmoreland) - コーラス
- メリーー・グリーン (Mary Greene) - コーラス
- メリー・ホラディ (Mary Holladay) - コーラス
- ジンジャー・ホラディ (Ginger Holladay) - コーラス

### 1973年9月22日 - 24日
- エルヴィス・プレスリー (Elvis Presley) - ヴォーカル
- ジェームズ・バートン (James Burton) - ギター
- チャーリー・ホッジ (Charlie Hodge) - アコースティックギター
- トミー・ヘンズレー (Thomas Hensley) - ベース
- トニー・ブラウン - ピアノ
- ドニー・サムナー (Donnie Sumner) - コーラス
- ティム・ベッティ - コーラス
- シェリル・ニールセン (Sherrill Nielson) - コーラス